# MAGAZINE HOUSE
MAGAZINE HOUSE（日语： Magajin-hausu ?）是一家日本出版社，舊名「平凡出版」，成立於1945年。

## 企業簡介
為了抗衡在二戰前興盛的講談社娛樂雜誌，平凡社發行了《平凡》雜誌，1945年10月繼承已休刊的《平凡》雜誌，成立公司「合資會社凡人社」（但並非平凡社出資），同年11月復刊《平凡》雜誌。1954年6月更名為「平凡出版株式会社」，當時社員只有54名，1983年10月公司更為現名。
戰後《平凡》和《明星》兩本刊物並列人氣日本電影、音樂、藝能界新聞情報月刊雜誌，直到1987年休刊。在泡沫經濟流行的出版社，有許多現今有名的小說家皆是在Magazine House旗下的雜誌連載文章，其中又以椎名桜子的《家族輪舞曲》最廣為人知，不過卻在九〇年代後期開始旗下雜誌發行數量不斷下滑。

## 歷史沿革
- 1945年 - 凡人社創立、11月雜誌《平凡》正式創刊
- 1954年 - 組織變更為平凡出版股份有限公司
- 1955年 - 雜誌《平凡》發行量突破140本
- 1959年 - 《週刊平凡》創刊
- 1960年 -《週刊平凡》發行量突破100萬本
- 1964年 - 《平凡Punch》創刊，以年輕人雜誌風靡一時
- 1965年 - 雙月刊《平凡パンチデラックス》創刊
- 1966年 - 《平凡Punch》發行量突破100萬本
- 1968年 - 月刊《ポケットパンチOh!》「ポケットパンチOh!」創刊
- 1970年 - 與法國《ELLE》合作發行女性誌an・an創刊，與同期集英社的《non-no》並列人氣雜誌
- 1974年 - 月刊《スタア》創刊
- 1976年 - 以「Magazine for City Boys」為主題的男性雜誌《POPEYE》創刊
- 1977年 - 新家庭生活誌《Croissant》創刊
- 1980年 - 男性生活雜誌《BRUTUS》創刊。
- 1981年 - 三小時知曉新聞的雜誌《ダカーポ (雑誌)》創刊
- 1982年 - 《ELLE Japon》創刊後《Olive》也在同年以「Magazine for Romantic Girls」創刊
- 1983年 - 公司更名為「Magazine House」、新聞雜誌《鳩よ！》創刊
- 1985年 - 10至20歲讀者參加型雜誌《ヒストリーズラン》創刊、隨即二月就廢刊。
- 1986年 - 健身雜誌《ターザン》創刊
- 1987年 - 《平凡》休刊
- 1988年 - 書籍部門開始運作、首都圏娛樂雜誌《Hanako》創刊，「Hanako族」流行語出現。《平凡Punch》休刊。
- 1989年 - 《ELLE JAPON》更名為《クリーク》
- 1990年 - 嗜好興趣雜誌《自由時間》創刊。Hanako関西版《Hanako WEST》創刊
- 1993年 - MOOK（雜誌書）開始運作發行
- 1994年 - 《コミック アレ！》創刊
- 1997年 - 《Ginza》創刊
- 2000年 - 《Relax》改版創刊。建築生活雜誌《Casa BRUTUS》創刊。讀者参加型雜誌《MUTTS》創刊
- 2002年 - PR誌《ウフ.》創刊、《MUTTS》休刊。
- 2003年 - 樂活生活興起《ku:nel》創刊，
- 2004年 - 女性雜誌《BOAO》創刊。
- 2005年 - 夫婦生活雜誌《kakapo》創刊。
- 2006年 -《Relax》休刊。
- 2007年 - 《クロワッサンPremium》創刊。《ダカーポ》休刊。
- 2008年 - 《BOAO》休刊。
- 2013年 - 《&Premium》創刊[3]

## 出版雜誌

### 發行中
- BRUTUS
- Hanako
- Casa BRUTUS
- an・an
- Ginza
- &Premium（原名Croissant Premium）
- Croissant
- POPEYE
- ku:nel
- ターザン

### 休刊中
- 月刊平凡
- 週刊平凡
- 平凡パンチ
- Olive
- 鳩よ!
- コミック アレ!
- Pink
- ELLE JAPON：現在由ハースト婦人画報社發行
- クリーク
- 自由時間
- リラックス
- ダカーポ
- BOAO
- Hanakoウエスト
- ウフ
- ヒストリーズラン
- jane
- Lips

## 暢銷書籍
- 江原啓之（日语：江原啓之）《スピリチュアル プチ お祓いブック》
- 瀬尾まいこ（日语：瀬尾まいこ）《図書館の神様》
- 香取慎吾《ダイエットSHINGO》
- 香取慎吾《ベラベラブック-2》
- チョナン・カン（日语：チョナン・カン）《チョンマルブック》
- 池田香代子（日语：池田香代子）《世界がもし100人の村だったら（日语：世界がもし100人の村だったら）》

## 相關人物
- 吉田弘
- 及川政治
- 石川次郎
- 小黒一三
- ダグラス・クープランド
- 岩堀喜之助
- 清水達夫

## 外部連結
- 官方网站
- MAGAZINE HOUSE的Facebook專頁
- MAGAZINE HOUSE的X（前Twitter）